# 中国足球协会室内五人制足球甲级联赛
中国足球协会室内五人制足球甲级联赛，简称为中五甲联赛，是中国足球协会2003年开始举办的室内五人制足球联赛，现为第2级联赛，也是中国最高级别的室内五人制足球业余赛事，联赛冠亚军将直接升级至中五超联赛。

## 历史
2003年，中国足协决定创立室内五人制足球联赛，最初有6支球队参赛，未设升降级。2008-2009赛季，联赛扩军至8支球队，2011-2012赛季，扩军至12支，2012-2013赛季，扩军至14支，最终有13支球队完成该赛季。
2016-2017赛季，中国足协新设室内五人制足球超级联赛作为顶级联赛，原室内五人制足球甲级联赛改为第二级联赛，并实行升降级制度：五甲联赛冠军可直接升入五超联赛，亚军与当赛季中五超联赛第11名进行附加赛，胜者参加下赛季的中五超联赛。2017-2018赛季，联赛实行大区赛和总决赛两阶段，实行赛会制，大区赛按地域分南一、南二、北一、北二四个大区，大区前两名晋级总决赛，升降级制度改为冠、亚军直接升级，季、殿军与五超联赛第11、12名进行附加赛。2019赛季，晋级总决赛的名额改为大区前三名。2021赛季，中五甲联赛由跨年比赛改为年度比赛，并因疫情原因取消大区赛阶段，地方足协可直接推荐球队报名。2023年，联赛恢复大区赛阶段。

## 历届成绩

### 改制前（第1级）
| 届数 | 年度      | 日期                         | 冠军     | 亚军         | 季军         |
| 1    | 2003–2004 | 2003年12月20日-2004年5月15日 | 广州果王 | 武汉地龙     | 成都莱美药业 |
| 2    | 2005      | 2005年2月26日-2005年5月15日  | 武汉地龙 | 成都虎少     | 广州果王     |
| 3    | 2006      | 2006年3月20日-2006年9月29日  | 武汉地龙 | 上海徐房     | 广州日之泉   |
| 4    | 2007      | 2007年1月12日-2007年12月16日 | 武汉地龙 | 上海徐房     | 北京工业大学 |
| 5    | 2008–2009 | 2008年11月1日-2009年4月24日  | 武汉地龙 | 上海徐房     | 广州体育学院 |
| 6    | 2009–2010 | 2009年9月4日-2010年4月25日   | 武汉地龙 | 广州体育学院 | 浙江黄龙     |
| 7    | 2010–2011 |                              | 深圳南岭 |              |              |
| 8    | 2011–2012 | 2011年9月23日-2012年4月1日   | 深圳南岭 |              |              |
| 9    | 2012–2013 | 2012年9月28日-2013年3月31日  | 深圳南岭 |              |              |
| 10   | 2013–2014 | 2013年11月12日-2014年4月12日 | 深圳南岭 | 大连安波     |              |
| 11   | 2014–2015 |                              | 大连元朝 | 深圳南岭     |              |
| 12   | 2015–2016 | 2015年10月17日-2016年4月23日 | 深圳南岭 |              |              |

### 改制后（第2级）
加粗球队为当赛季升级至中五超联赛球队。
| 届数 | 年度      | 日期                         | 球队数 | 冠军           | 亚军               | 季军         | 殿军           |
| ---- | --------- | ---------------------------- | ------ | -------------- | ------------------ | ------------ | -------------- |
| 1    | 2016–2017 | 2017年2月5日-4月8日          | 8      | 广东英德言几又 | 内蒙古雪狼         | 沈阳盛杰     |                |
| 2    | 2017–2018 | 2017年11月17日-2018年6月29日 | 20     | 杭州吴越钱唐   | 台州和合天翀       | 武汉新阵营   | 北京师范大学   |
| 3    | 2019      | 2019年3月20日-5月31日        | 32     | 宁波大榭银博   | 河北石家庄福美     | 茂名FC       | 安徽翔宇       |
| 4    | 2021      | 2021年6月27日-7月6日         | 8      | 新疆斯巴达     | 上海嘉定泉绮开拓者 | 苏州苏超     | 山西翔宇       |
| 5    | 2022      | 2022年12月14日-12月20日      | 8      | 肇庆奥动体育   | 青岛海逸           | 新疆领梦者   | 武汉新阵营湖大 |
| 6    | 2023      | 2023年8月26日-10月29日       | 15     | 平罗恒利       | 丽水科航           | 山东滨州     | 青岛星光熠熠   |
| 7    | 2024      | 2024年4月1日-7月15日         | 21     | 新疆哈提拉     | 榆林弄潮儿星光     | 深圳易胜体育 | 新疆金盾       |

- 注：因五超联赛扩军，2021年五甲联赛有3个升级名额，但因五超球队辽宁宫焙和五甲球队苏州苏超退出联赛，第四、五名山西翔宇和乌兰察布齐乐递补升级。